# Чёрная Речка (Ульяновская область)
Чёрная Речка —поселок в Новомайнском городском поселении Мелекесского района Ульяновской области.

## География
Находится на правом берегу реки Большой Авраль на расстоянии примерно 6 километров на восток по прямой от районного центра города Димитровград.

## История
С 1968 года — 3-е отделение совхоза «Черемшанский» (Новая Майна).

## Население
Население составляло 216 человека в 2002 году (русские 69%), 297 по переписи 2010 года.

## Достопримечательности
Живописные окрестности.